# Breguil

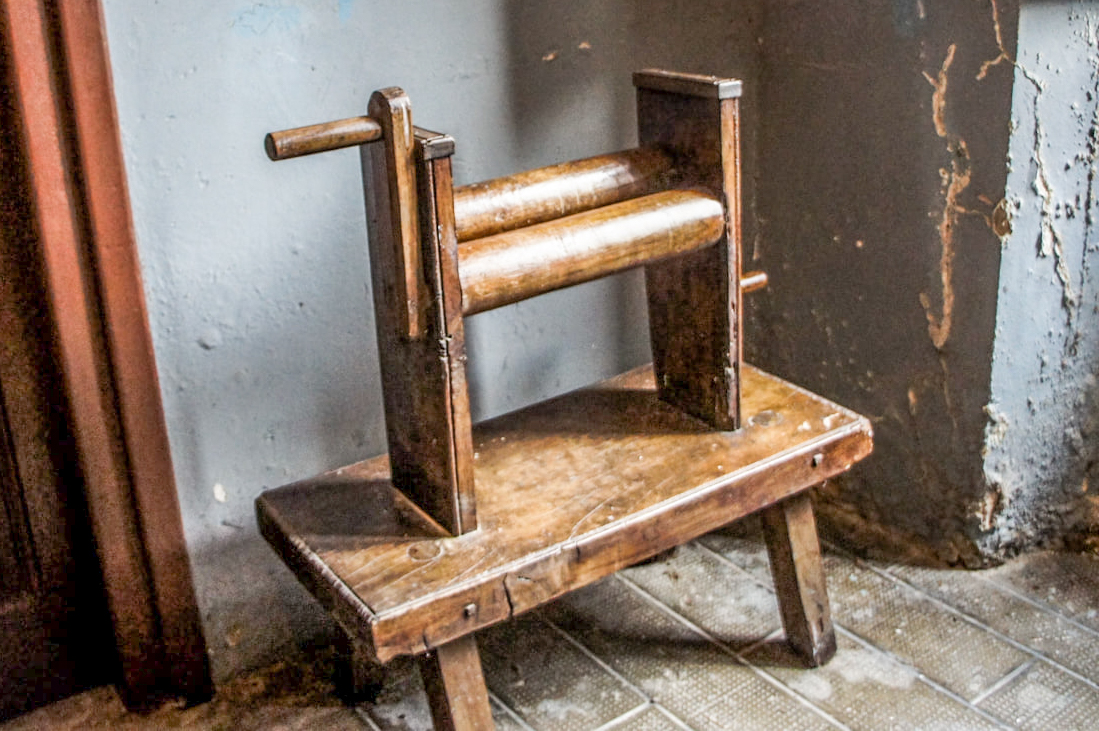
Breguil del (Asturias, España)

El breguil, brega, bregadora, torno, sobadora o refinadora es un artilugio usado antiguamente en España para sobar, heñir o «bregar» el pan de masa dura (el pan bregado). Cuenta con dos rodillos o cilindros con un espacio entre ellos, y una manivela para hacerlos girar, de manera que la masa pasa una y otra vez hasta que queda lisa y uniforme, lo que se conoce como refinado de la masa.   
Equivale al brie en Francia, usado para hacer el pan brié, y a la grama o gramola en Italia, usado para hacer el pane gramolato.

## Modo de empleo
Se utiliza únicamente con panes de baja hidratación (~40%), también llamados de masa dura. Las masas duras no se amasan, sino que se refinan. Hoy día son más típicas las refinadoras o bregadoras eléctricas, que ejecutan el arduo trabajo de brega fácilmente. 
Durante el proceso de refinamiento, la masa se va cohesionando, volviendo más uniforme, y expulsando todas las partículas de aire contenidas en la misma (desgasificación).
La masa resultante es fácilmente maleable, por lo que los panes candeales se presentan en muchos formatos distintos. Tiene una textura sedosa y mantecosa, y un color blanco porcelana. 